# Galadi
Galadi es un género extinto de bandicoot encontrado en los depósitos de Riversleigh (Oligoceno - Mioceno), en el noroeste de Queensland, Australia. Fue nombrado originalmente por K.J. Travouillon, Y. Gurovich, R.M.D. Beck y J. Muirhead en 2010 y la especie tipo es Galadi speciosus; tres especies adicionales, G. adversus, G. amplus y G. grandis fueron descritas en 2013. El género está representado por una serie de cráneos bien preservados y varios restos aislados de maxilares y mandíbulas. Su masa pudo ser cercana a 1 kilogramo, lo que lo convierte en relativamente grande para su familia. La combinación de su talla corporal, su robustez y su cráneo corto y sólido indican que Galadi puede haber sido capaz de derribar a presas relativamente grandes para su tamaño, aunque la morfología de sus molares sugiere que puede haber sido omnívoro.